# Гончарова, Марианна Борисовна
Мариа́нна Бори́совна Гончаро́ва (укр. Маріанна Борисівна Гончарова; 26 мая 1957— 5 сентября 2022) — украинская русскоязычная писательница, автор многочисленных юмористических рассказов.
Закончила Черновицкий национальный университет имени Юрия Федьковича. Жила на Украине в Черновицкой области. Много лет руководила молодёжным театром «Трудный возраст».
Писательская карьера началась с публикаций в одесском юмористическом журнале «Фонтан». Также публиковалась в киевском журнале «Радуга» и писала статьи на общественные и литературные темы для еженедельника Зеркало недели. По мнению обозревателя «Российской газеты» Ольги Шатохиной, рассказы Марианны Гончаровой — «легкая, на первый взгляд чисто юмористическая проза, под флером которой скрываются философские размышления о несовершенстве нашего мира, невосполнимых потерях, а также несокрушимый оптимизм, позволяющий человеку пережить множество испытаний».

## Литературные премии
2012 — Лауреат Русской премии в номинации «Малая проза» за повесть «Дракон из Перкалаба».
2017 — Лауреат Одесской международной литературной премии имени Исаака Бабеля Архивная копия от 12 марта 2018 на Wayback Machine (I место)
2017 — Лауреат международной литературной премии имени Эрнеста Хемингуэя 